# Polypogon gronblomi
Polypogon gronblomi är en fjärilsart som beskrevs av Nessl. 1930. Polypogon gronblomi ingår i släktet Polypogon och familjen nattflyn. Inga underarter finns listade i Catalogue of Life.